# Parafia Błogosławionych Męczenników Podlaskich w Siedlcach
Parafia błogosławionych Męczenników Podlaskich w Siedlcach – rzymskokatolicka parafia w Siedlcach. Parafia należy do dekanatu siedleckiego leżącego w diecezji siedleckiej.

## Powstanie
Parafia erygowana dekretem księdza biskupa Zbigniewa Kiernikowskiego z dnia 28 października 2009 roku. Została wydzielona z parafii Bożego Ciała, z parafii katedralnej i w niewielkim zakresie z parafii Stare Opole. Na początku nabożeństwa były odprawiane w tymczasowym namiocie, obecnie w kaplicy (do czasu wybudowania nowej świątyni). W planach jest też utworzenie przy parafii katolickiego przedszkola.
Terytorium parafii obejmuje część Siedlec i Nowych Igań oraz Stare Iganie.